# Lovčić
Lovčić je naseljeno mjesto u Republici Hrvatskoj u sastavu općine Brodski Stupnik u Brodsko-posavskoj županiji.

## Zemljopis
Lovčić se nalazi sjeverno od Brodskog Stupnika, istočno se nalaze Krajačići, a sjeverno Bučje.

## Stanovništvo
Prema popisu stanovništva iz 2011. godine Lovčić je imao 63 stanovnika, dok je 2001. godine imao 126 stanovnika, od čega 118 Hrvata. 
| broj stanovnika | 260   | 257   | 270   | 316   | 312   | 342   | 307   | 332   | 318   | 320   | 310   | 241   | 180   | 118   | 126   | 63    | 31    |
|                 | 1857. | 1869. | 1880. | 1890. | 1900. | 1910. | 1921. | 1931. | 1948. | 1953. | 1961. | 1971. | 1981. | 1991. | 2001. | 2011. | 2021. |